# 아케메네스
아케메네스(고대 페르시아어: 𐏃𐎧𐎠𐎶𐎴𐎡𐏁 Haxāmaniš; 고대 그리스어: Ἀχαιμένης Akhaiménēs; 라틴어: Achaemenes)는 페르시아 제국을 통치한 아케메네스 왕조의 공통 조상이다.
그가 아케메네스 왕조의 공통 조상이라는 것 외에는 그의 삶에 대해 많은 것들이 알려져 있지 않다. 아케메네스는 아케메네스 왕조의 시조로만 알려진 실존하지 않는 전설적 존재일 수도 있고, 역사에 존재하는 인물이라면 그는 기원전 8세기 후반과 기원전 7세기 초반에 살았을 것이다.

## 이름
유럽에서 쓰이는 명칭인 '아케메네스'(그리스어: Ἀχαιμένης (Achaiménēs), 라틴어: Achaemenes)는 고대 페르시아어 Haxāmaniš(𐏃𐎧𐎠𐎶𐎴𐎡𐏁), 엘람어 Hâkamannuiš(𒄩𒀝𒋡𒉽𒉡𒆜), 그리고 베히스툰 비문에 표시된 아카드어 Aḫamaniišʾ(𒀀𒄩𒈠𒉌𒅖𒀪)에서 유래한다. 그의 고대 페르시아어 이름은 전통적으로 '친구'라는 뜻의 haxā-와 '생각하는 힘'이라는 뜻의 manah으로부터 유래되어 '친구의 마음을 가진 사람'을 의미한다. 최근의 해석은 haxā-를 '추종자, 지지자'로 해석하며 '추종자들의 영혼이 깃든 사람'으로 해석되기도 한다. 현대 페르시아어로는 هخامنش(Haxâmaneš)로 쓰인다.

## 일생에 대한 기록
베히스툰 비문(기원전 490년)에서 다리우스 1세는 아케네메스를 테이스페스의 아버지와 키루스 2세(키루스 대제)와 다리우스 1세의 선조로 묘사한다. 기원전 5세기 중반 헤로도토스의 《역사》는 베히스툰 비문과 비슷한 내용을 다루지만, 키루스 2세와 다리우스 1세를 합쳐서 설명한다. 원시적 자료들과 역사적 기록에서는 그에 대한 짧은 설명만 나오며, 그에 대해 자세하게 알려진 정보는 거이 없다. 아케메네스는 역사에 실존하는 인물이 아닌, 신화적인 공통 조상 일수도 있다. 많은 학자들은 그가 메디아 제국의 속국이였던 파르수아의 군주였으며, 아케메네스는 그곳에서 기원전 681년 군대를 이끌고 아시리아의 왕 센나케립에 대항했다고 생각한다.

### 베히스툰 비문
베히스툰 비문의 아케메네스에 대한 기록은 다리우스 1세가 자신의 왕위를 정당화하기 위해 만든 허구일 가능성이 있다. 키루스 2세는 키루스 원통의 상세한 계보에 아케메네스를 전혀 언급하지 않았다. 하지만 아케메네스의 후견인(haxāmanišiya)은 키루스 2세의 죽음 이후 다리우스 1세에 의해 건설된 파사르가다에에 언급된다. 이처럼 아케네메스는 다리우스 1세가 키루스 2세와의 왕조적 관계를 정당화하기 위해 만든 허구의 인물일지도 모른다. 다리우스 1세는 키루스 2세와의 연관성을 주장할 수 있는 공통 조상이 필요했고, 키루스의 딸 아토사와의 후속 결혼을 통해 더 강하게 연관시켰다.

### 그리스 작가들
고대 그리스의 작가들은 아카메네스를 둘러싼 여러 전설들을 만들었다. 기원전 4세기 후반에  플라톤이 쓰였다고 알려진 《알키비아데스 1》(120e)는 그리스가 헤라클레스에서 기원되었다는 전설과 같이 아케메네스를 페르시아의 영웅적 창시자로 묘사하며, 아케메네스와 헤라클레스를 제우스의 아들인 페르세우스의 아들로 설명한다. 이 이야기의 다른 버전은 아케메네스를 아이게우스의 아들로 설명하며 위 페르시아의 영웅적 창시자로 묘사한다.

## 같이 보기
- 아케메네스 왕조
- 아케메네스 제국